# Apothekenmuseum Hofgeismar
Das Apothekenmuseum Hofgeismar ist ein Apothekenmuseum in Hofgeismar, Landkreis Kassel. Es befindet sich in dem nach der Kirche ältesten Gebäude der Stadt (so genanntes „Steinernes Haus“) und zeigt 350 Jahre Apothekengeschichte.

## Geschichte
Das Gebäude, in dem das Museum heute untergebracht ist, wurde 1239 aus Sandstein errichtet. Zunächst war es als Stadtburg zu Verteidigungszwecken gedacht, später jedoch als Wohnhaus und Speicher genutzt. Der Eingangsbereich besteht aus rund 3 Meter hohen Gemäuerräumen mit Sandsteinwänden und einer Balkendecke.
Von der ortsansässigen Apothekerfamilie wurde das Museum im Jahr 1989 mit Ausstellungsstücken aus dem 18. Jahrhundert eröffnet, nachdem der Magistrat der Stadt 1978 beschlossen hatte, das Gebäude zu erhalten. Seit 2012 gehört das Museum der Stadt Hofgeismar.

## Ausstellung
Das Museum umfasst fünf Ebenen mit insgesamt 400 Quadratmetern Ausstellungsfläche. Im Kreuzgratgewölbekeller befindet sich eine mittelalterliche Alchemistenküche mit den Laborgeräten eines Apothekers der damaligen Zeit. Des Weiteren werden Destillationsöfen, Dragierkessel, Tinkturpressen, eine Salbenmaschine sowie eine Tablettenpresse ausgestellt. In den Obergeschossen befinden sich originale Apothekeroffizinen aus
- der Hubertus-Apotheke von 1949 mit Original-Schränken und Standgefäßen,
- der Brunnen-Apotheke von 1768 (Rekonstruktion) und
- der Sanderschen Hirsch-Apotheke von 1801 in klassizistischem Hellgrün, welche noch bis 1974 in Betrieb war, mit Originalausstattung (Apotheken-Standgefäße aus Glas und Porzellan sowie Waagen mit Gewichten).

Im zweiten Obergeschoss gelangt man zu der 200 Bände umfassenden Museumsbibliothek. Die Bücher mit Themen zu Chemie, Physik und Botanik sind vollständig erhalten; der älteste Foliant ist von 1582. In diesem Stockwerk finden auch Sonderausstellungen Platz.
Im öffentlich nicht zugänglichen Spitzboden werden Urkunden, Rezepturen und Behandlungsbestecke archiviert.
An das Haus angrenzend befindet sich ein 250 Quadratmeter großer Apothekergarten mit heimischen Heilpflanzen.